# Three Mile Bay
Three Mile Bay est une census-designated place du comté de Jefferson, dans l'État de New York, aux États-Unis,. En 2020, elle compte une population de 187 habitants.